# The Maze Agency
The Maze Agency é uma série de revistas em quadrinhos criada por Mike W. Barr. As 25 primeiras edições foram publicadas inicialmente entre 1988 e 1991 - as primeiras sete edições regulares foram publicadas pela Comico Comics, e, seis meses depois, a série foi retomada pela Innovation Comics, que também publicou The Maze Agency Special entre a 12ª e a 13ª edição e The Maze Agency Annual entre a 15ª e a 16ª edição, antes de descontinuar a publicação da série na 23ª edição, publicada em 1991. Em 1989, quando ainda era publicada pela Comico, a série foi indicada ao Eisner de "Melhor Nova Série".
Embora uma 24ª edição tivesse sido anunciada pela Innovation, a publicação da série só foi retomada em 1993, quando Barr, ao lado de Paul Pelletier, produziu uma história curta publicada numa antalogia de quadrinhos independentes. No ano seguinte, a dupla produziria uma segunda história. A série retomaria sua publicação regular, com uma minissérie em três edições publicada pela Caliber Comics entre 1997 e 1998. Uma nova minissérie em três edições foi publicada entre 2005 e 2006 pela IDW Publishing.
Cada edição da série apresenta uma história autocontida, em que os dois personagens principais - Jennifer Mays e Gabe Webb - se envolvem com a investigação de algum crime. Jennifer é uma ex-agente da CIA e atua como detetive particular. Gabe, embora também atue como detetive, dedica-se à carreira de escritor de histórias de crime. Desde o início da série, é apontada a existência e um relacionamento amoroso entre os dois personagens, que progride conforme as histórias avançam: de dois colegas de profissão que tiveram um encontro a um casal de namorados que eventualmente decide morar junto. O romance entre os dois é uma das características mais marcantes da série, conhecida também pelo realismo pela maturidade de suas tramas: os dois protagonistas são adultos com mais de 30 anos quando a trama começa, e os crimes que investigam possuem traços macabros e pouco fantasiosos.